# Mopalia vespertina
Mopalia vespertina är en blötdjursart som först beskrevs av Gould 1852.  Mopalia vespertina ingår i släktet Mopalia och familjen Mopaliidae. Inga underarter finns listade i Catalogue of Life.